# Heterogenius angustatus
Heterogenius angustatus är en skalbaggsart som beskrevs av Basilewsky 1950. Heterogenius angustatus ingår i släktet Heterogenius och familjen Cetoniidae. Inga underarter finns listade i Catalogue of Life.